# Urszula Dudziak
Urszula Bogumiła Dudziak-Urbaniak (née le 22 octobre 1943) est une chanteuse polonaise de Jazz. Elle a travaillé avec Krzysztof Komeda, Michał Urbaniak (son ex-mari), Gil Evans, Archie Shepp et Lester Bowie. En 2007, sa chanson "Papaya" des années 1970 a gagné en popularité en Asie et en Amérique latine.

## Carrière
Urszula Dudziak est née à Straconka, maintenant un quartier de Bielsko-Biała, en Pologne. Elle a étudié le piano, mais a commencé à chanter à la fin des années 1950 après avoir entendu des disques de Ella Fitzgerald. En quelques années, elle était l’un des artistes de jazz les plus populaires de son pays natal. Elle a rencontré et s'est mariée plus tard avec Michał Urbaniak. À la fin des années 1960, ils ont commencé à faire des tournées à l'étranger et dans les années 1970, ils se sont installés à New York.
Urszula Dudziak évite habituellement les mots en faveur d’une vocalisation chantée sans mots qui est beaucoup plus aventureuse. Elle utilise déjà des appareils électroniques pour étendre encore plus les possibilités de sa voix, déjà dotée d’une remarquable plage vocale de cinq octaves. Elle a fréquemment travaillé avec de grands musiciens contemporains, notamment Archie Shepp et Lester Bowie, et a été membre du groupe Vocal Summit, avec  Jay Clayton, Jeanne Lee, Bobby McFerrin, Norma Winstone, Sting, Michelle Hendricks et Lauren Newton. Dudziak a également coopéré et joué avec sa compatriote chanteuse de jazz polonaise Grażyna Auguścik.
Le 11 novembre 2009, Urszula Dudziak a reçu la croix de chevalier de l'ordre de la Polonia Restituta par le président Lech Kaczyński.

### Danse "Papaya"
En 2007, "Papaya", la chanson classique d'Urszula Dudziak des années 1970, a connu un regain de popularité aux Philippines, où elle a été régulièrement présentée dans une émission télévisée locale "Pilipinas-Game KNB". Un morceau de prédilection des philippins drag queen comme musique de synchronisation labiale sur la scène disco et les bars gay des années 1970. La chanson a ensuite connu un renouveau lorsqu'un animateur de télévision a dansé sur la mélodie, contribuant ainsi à la diffusion la popularité de la chanson en Amérique latine et aux États-Unis. La danse a ensuite été présentée dans plusieurs programmes d’actualités, notamment «MSNBC», et  Reuters . Le 21 mars 2008, la danse a été présentée sur  ABC.  Good Morning America , où les animateurs ont également dansé sur la chanson. Avant la percée de la danse de la papaye en 2007, la chanson Papaya avait remporté un vif succès en Brésil en 1970. comme thème d'ouverture de la version originale telenovela  Anjo Mau , produite par TV Globo en 1976.

## Vie personnelle
Urszula Dudziak et Michał Urbaniak sont divorcés et ils ont deux filles : la chanteuse pop Mika Urbaniak (Michelle, née en 1980) et Kasia Urbaniak, qui a créé "The Academy", une école de pouvoir pour les femmes, et a publié son premier livre en 2021, Unbound. Après le divorce, elle est restée en couple avec Jerzy Kosiński pendant quatre ans. En 1993, elle épousa le capitaine  suédois, Benght Dahllof. Dudziak possède des appartements à Manhattan, Suède et Varsovie. Son frère Leszek était batteur de jazz connu pour son travail avec Krzysztof Komeda.
Le 8 mars 2011, elle a publié son autobiographie intitulée Wyśpiewam wam wszystko (je chanterai tout pour vous).

## Discographie

### Comme chanteuse
- Newborn Light with Adam Makowicz (Cameo, 1972)
- Urszula (Arista, 1975)
- Midnight Rain (Arista, 1977)
- Future Talk (Inner City, 1979)
- High Horse (CTI, 1984)
- Magic Lady (In+Out, 1990)
- Live at Warsaw Jazz Festival 1991 (Jazzmen, 1993)
- Koledy with Grazyna Auguscik (Voice Magic, 1996)
- Malowany Ptak (Polonia, 1997)
- To I Hola with Grazyna Auguscik (Selles, 2000)
- Forever Green/Zawsze Zielona (Green Town of Jazz, 2008)
- Super Band Live at Jazz Cafe (EMI, 2009)
- Wszystko Gra (Kayax, 2013)

### Comme invitée
Avec Michal Urbaniak
- Heritage (MPS, 1978)
- We'll Remember Komeda (MPS, 1973)
- Zycie Pisane Na Orkiestre (Ubx, 2001)
- Smiles Ahead (Ubx, 2012)

Avec d'autres artistes
- Arif Mardin, Journey (Arif Mardin album) (Atlantic, 1974)
- Ulla, Ulla (Pop Eye, 1982)
- Vocal Summit, Sorrow Is Not Forever—Love Is (Moers Music, 1983)
- Vocal Summit, Live at Willisau: Conference of the Birds (ITM, 1992)
- Avec Tony Hymas, Vol pour Sidney (aller) one track (nato, 1992)

## Filmographie
- 1980 – Papaya, czyli Skąd się biorą dziewczynki –  rôle principal, musique
- 1982 – Percussion Summit –  rôle mineur
- 1983 – Vocal Summit –  rôle mineur
- 1995 – Malowany chłopiec – musique
- 1985 – Urszula Dudziak – waga – rôle principal
- 2000 – Ponad tęczą – musique
- 2001 – Eden – performances musicales (vocales)
- 2002 – Zielona karta – Musique et performances musicales
- 2005 – Panna młoda – musique
- 2007 – Wiersz na Manhattanie – rôle principal
- 2007 – Niania(TV serie) – elle-même
- 2008 – Urszula Dudziak: Życie jest piękne
- 2011 – Bitwa na głosy – Comme cheffe de groupe
- 2019 - The Voice Senior (Polish TV series) - Elle-même comme formatrice.